# Liste de plantes de Centrafrique
Cette liste de plantes de Centrafrique comprend 420 espèces.

## Liste de espèces
| Sango                                                      | Nom scientifique                     | Familie          | Français                                                                      | Anglais |
| ---------------------------------------------------------- | ------------------------------------ | ---------------- | ----------------------------------------------------------------------------- | --- |
| deke                                                       | Khaya anthotheca                     | Meliaceae        | acajou blanc                                                                  | broad-leaved mahogany; heavy African mahogany; smooth-barked mahogany                                               |
| ümvü                                                       | Khaya grandifoliola                  | Meliaceae        | acajou d'Afrique, acajou du Bénin                                             | African mahogany; Benin mahogany; Benin wood                                                                        |
| bëgbëngë; têngana; tîêma-konô                              | Acanthus montanus                    | Acanthaceae      | acanthe                                                                       | mountain thistle |
| ôta                                                        | Adenia cissampeloides                | Passifloraceae   | Adenia cissampeloides                                                         | Adenia cissampeloides                                                                                               |
| ndägärä                                                    | Aframomum alboviolaceum              | Zingiberaceae    | Aframomum, maniguette 1                                                       | Aframomum |
| kôpïä; tôndô; gbêle; gbêre                                 | Aframomum latifolium                 | Zingiberaceae    | Aframomum, maniguette 2                                                       | grain of paradise                                                                                                   |
| fumaru                                                     | Ageratum conyzoides                  | Compositae       | agérate                                                                       | tropical whiteweed                                                                                                  |
| mâpa na bêre                                               | Ageratum maritimum                   | Compositae       | agérate du Mexique                                                            | Cape Sable whiteweed                                                                                                |
| ngubî; obu; sene                                           | Canarium schweinfurthii              | Burseraceae      | aiélé                                                                         | African canarium |
| lâi                                                        | Allium sativum                       | Liliaceae        | ail                                                                           | garlic |
| yëmbë; sosongo                                             | Hua gabonii                          | Huaceae          | ail africain, plante d'ail                                                    | garlic plant |
| ndölö; öpö                                                 | Albizia zygia                        | Fabaceae         | Albizia                                                                       | flat-crown albizia                                                                                                  |
| kütä këkë                                                  | Albizia ferruginea                   | Fabaceae         | Albizia ferruginea                                                            | woman's tongue |
| mbômbonzi; ämbëlä; kokôro; kpakoro                         | Alchornea cordifolia                 | Euphorbiaceae    | Alchornea cordifolia                                                          | Christmas bush |
| mobäbä                                                     | Allanblackia floribunda              | Clusiaceae       | Allanblackia floribunda                                                       | tallow tree |
| gbudu-kêlê-ngiä                                            | Alternanthera sessilis               | Amaranthaceae    | alternanthère sessile                                                         | dwarf copperleaf; sessile joyweed                                                                                   |
| alô verä; molôzanäna                                       | Aloe schweinfurthii                  | Asparagaceae     | aloé vera, aloès                                                              | aloe vera |
| bengbä gbudu; mbotomon                                     | Amaranthus spinosus                  | Amaranthaceae    | amarante épineuse                                                             | prickly amaranth; thorny amaranth                                                                                   |
| gbudu                                                      | Amaranthus viridis                   | Amaranthaceae    | amarante verte                                                                | bush greens |
| baoyo; pondoro                                             | Amorphophallus dracontioides         | Araceae          | Amorphophallus                                                                | corpse flower |
| kêrêwere                                                   | Anacardium occidentale               | Anacardiaceae    | anacardier, pomme cajou                                                       | cashew |
| ananâsi; ngata                                             | Ananas comosus                       | Bromeliaceae     | ananas                                                                        | pineapple |
| bôya; dolundîû; gbadera                                    | Anchomanes difformis                 | Araceae          | Anchomanes difformis                                                          | forest anchomanes                                                                                                   |
| mbulu; mbûyû; kugbë-lavu                                   | Pouteria altissima                   | Sapotaceae       | aniégré blanc                                                                 | aningeria |
| mobämbu                                                    | Chrysophyllum giganteum              | Sapotaceae       | aniégré 2                                                                     | aniegre |
| baragâ; bagârâ; sore                                       | Annona senegalensis                  | Annonaceae       | annone sénégalaise                                                            | wild custard apple                                                                                                  |
| be; mobai; mobeli                                          | Anonidium mannii                     | Annonaceae       | Anonidium mannii                                                              | junglesop tree |
| lïngî; langä                                               | Anthericum kemoense                  | Amaryllidaceae   | Anthericum kemoense                                                           | grass lily; weeping anthericum                                                                                      |
| kpafondo                                                   | Anthocleista liebrechtsiana          | Loganiaceae      | Anthocleista liebrechtsiana                                                   | cabbage tree |
| mbükâkä                                                    | Antidesma venosum                    | Phyllanthaceae   | Antidesma venosum                                                             | tassel berry |
| mbutu; moyele                                              | Antrocaryon micraster                | Anacardiaceae    | Antrocaryon micraster                                                         | Antrocaryon micraster                                                                                               |
| kârâkö                                                     | Arachis hypogaea                     | Fabaceae         | arachide                                                                      | groundnut |
| kangali; gongê                                             | Acacia ataxacantha                   | Fabaceae         | arbre à fièvre                                                                | fever tree; flamethorn tree                                                                                         |
| gulu                                                       | Premna angolensis                    | Lamiaceae        | arbre à la migraine                                                           | headache tree |
| balapäa; mafûku                                            | Artocarpus altilis                   | Moraceae         | arbre à pain                                                                  | breadfruit tree |
| kûmba; mblâ                                                | Pentaclethra macrophylla             | Fabaceae         | arbre à semelles, acacia du Congo                                             | African oil bean; locust bean; oil bean tree                                                                        |
| lätïä; maro                                                | Securidaca longipedunculata          | Polygalaceae     | arbre à serpent                                                               | violet tree |
| mbêtroô; gerë; ebele                                       | Morinda lucida                       | Rubiaceae        | arbre à soufre                                                                | brimstone tree |
| köpäyôkä; tîâbëngë; gbutûnga                               | Rauvolfia vomitoria                  | Apocynaceae      | arbre aux serpents                                                            | poison devil's-pepper; serpent wood; swizzle-stick                                                                  |
| banzakoro; gbadodo                                         | Anthocleista nobilis                 | Loganiaceae      | arbre chou, Anthocleista majestueux                                           | cabbage palm; cabbage tree                                                                                          |
| këkë tî ngû                                                | Ravenala madagascariensis            | Strelitziaceae   | arbre du voyageur, ravenale, ravinala                                         | traveler's palm; traveler's tree                                                                                    |
| tïänâtë; lükû-nzöku                                        | Aristolochia elegans                 | Aristolochiaceae | aristoloche siphon, pipe des Hollandais                                       | Dutchman's pipe |
| tïänâtë; lükû-nzöku                                        | Aristolochia ringens                 | Aristolochiaceae | aristoloche spatulée, jabot de dinde                                          | gaping Dutchman's pipe                                                                                              |
| kêtêkpen                                                   | Asparagus                            | Liliaceae        | asparagus de Sprenger, cheveux négresse                                       | asparagus fern |
| mindôo-wâlï                                                | Artabotrys aurantiacus               | Annonaceae       | Artabotrys aurantiacus                                                        | Artabotrys aurantiacus                                                                                              |
| oberzîne                                                   | Solanum melongena                    | Solanaceae       | aubergine                                                                     | eggplant |
| seêsä; betë; kötä ngâgö; môko ndôngbâ; ngâgö tî âtörö      | Solanum esculentum                   | Solanaceae       | aubergine amère                                                               | bitter tomato |
| këkë tî zavokä                                             | Persea americana                     | Lauraceae        | avocatier                                                                     | avocado tree |
| kôgbïä; ngôlömosobe; zawa                                  | Lophira lanceolata                   | Ochnaceae        | azobé de savane                                                               | false shea |
| yöröki                                                     | Scoparia dulcis                      | Scrophulariaceae | balai doux                                                                    | Scoparia dulcis |
| ngarä; bambü                                               | Bambusa vulgaris                     | Poaceae          | bambou de Chine                                                               | bamboo |
| këkë tî bulëe; këkë tî fondo                               | Musa paradisiaca; Musa sapietum      | Musaceae         | bananier                                                                      | banana tree |
| bäsëlïk; dôdôya; motete; ngbâandâ                          | Ocimum basilicum; Ocimum gratissimum | Lamiaceae        | basilic                                                                       | basil |
| ngïrïkî; peya                                              | Beilschmiedia spp.                   | Lauraceae        | Beilschmiedia                                                                 | Beilschmiedia |
| akâ; mblâ                                                  | Berlinia congolensis                 | Fabaceae         | Berlinia congolensis                                                          | Berlinia congolensis                                                                                                |
| bölöngô                                                    | Bersama                              | Sapindaceae      | Bersama                                                                       | Bersama |
| ndîâkâni mblanga; ngeênge; torola                          | Bidens pilosa                        | Asteraceae       | bident poilu                                                                  | hairy beggarticks                                                                                                   |
| kugbë-kpakpa; sên-kpakpa                                   | Biophytum petersianum                | Oxalidaceae      | Biophytum, sensitive                                                          | life plant; little tree plant; sensitive plant                                                                      |
| kugbë-ngbö                                                 | Cordia elaeagnoides                  | Boraginaceae     | bocote                                                                        | bocote |
| dongô tî këkë; eni; mokopête; mvupo                        | Piper umbellatum                     | Piperaceae       | bois d'anisette, grand baume                                                  | cow-foot leaf |
| lapê                                                       | Morus mesozygia                      | Moraceae         | bois d'or, difou                                                              | water kusia |
| ngbângêrê                                                  | Prosopis africana                    | Fabaceae         | bois de fer                                                                   | African mesquite; iron tree; ironwood                                                                               |
| dämälöngö                                                  | Boscia senegalensis                  | Capparaceae      | boscia du Sénégal                                                             | corymbose caper; Senegal boscia                                                                                     |
| ësë; tâla; târa                                            | Anogeissus leiocarpa                 | Combretaceae     | bouleau d'Afrique                                                             | African birch |
| mvuge                                                      | Brachiaria kotschyana                | Poaceae          | Brachiaria kotschyana                                                         | Congo signal grass                                                                                                  |
| bobo                                                       | Bridelia atroviridis                 | Phyllanthaceae   | Bridelia atroviridis                                                          | Bridelia atroviridis                                                                                                |
| endiri; mebë; ndili-lîngbi; dile-lîngbi; noon              | Bridelia ferruginea                  | Phyllanthaceae   | Bridelia ferruginea                                                           | Bridelia ferruginea                                                                                                 |
| lâambâtô; kâbotô                                           | Buchholzia tholloniana               | Capparidaceae    | Buchholzia tholloniana                                                        | Buchholzia tholloniana                                                                                              |
| filantîse                                                  | Phyllanthus nivosus                  | Euphorbiaceae    | buisson des neiges                                                            | snow bush |
| längä                                                      | Burkea africana                      | Fabaceae         | Burkea africana                                                               | wild syringa |
| kakaweyêe                                                  | Theobroma cacao                      | Sterculiaceae    | cacao, cacaoyer, cacaotier                                                    | cacao tree; cocoa tree                                                                                              |
| këkë tî kâwa                                               | Coffea sp.                           | Rubiaceae        | caféier                                                                       | coffee tree |
| kütä këkë                                                  | Khaya senegalensis                   | Meliaceae        | caïlcédrat                                                                    | khaya wood; Senegal mahogany                                                                                        |
| kangû                                                      | Crescentia cujete                    | Bignoniaceae     | calebassier                                                                   | calabash tree |
| ëmblï; kokolîko; kombori; sëkûrû                           | Caloncoba crepiniana                 | Flacourtiaceae   | Caloncoba                                                                     | Caloncoba |
| ämbälä; ambïängû; pepe; pepenyömö                          | Olyra latifolia                      | Poaceae          | calumet                                                                       | bambou tibi |
| angbökö; ngâakô                                            | Saccharum officinarum                | Poaceae          | canne à sucre                                                                 | sugarcane |
| ândyâ; ndakândoko; kânnga                                  | Costus afer                          | Zingiberaceae    | canne d'eau, canne acide                                                      | crape ginger |
| paka-pâka; karambulëe                                      | Averrhoa carambola                   | Oxalidaceae      | carambolier                                                                   | carambola; star fruit                                                                                               |
| kärôte                                                     | Daucus carota                        | Apiaceae         | carotte                                                                       | carrot |
| deke; nzalakodi; tembutu                                   | Corynanthe pachyceras                | Rubiaceae        | cascarille officinale, faux quinquina                                         | false yahimbe |
| nzilo                                                      | Abrus precatorius                    | Fabaceae         | cascavelle, herbe de diable, liane réglisse, réglisse marron, graine d'église | rosary pea plant |
| dotîa                                                      | Crotalaria retusa                    | Fabaceae         | cascavelle jaune, sonnette                                                    | rattlebox; rattlepod; rattleweed                                                                                    |
| kügbe; tongondolo                                          | Phyllanthus amarus                   | Euphorbiaceae    | casse pierre, petit tamarin blanc                                             | child pick-a-back                                                                                                   |
| kengelibäa                                                 | Cassia occidentalis                  | Fabaceae         | casse puante, faux quinquéliba, café nègre                                    | negro coffee |
| akasiä                                                     | Cassia siamea                        | Fabaceae         | cassia du Siam, cassier, casse du Siam, faux séné                             | Siamese cassia; yellow cassia                                                                                       |
| akasiä                                                     | Cassia sieberiana                    | Fabaceae         | cassia de Sieber                                                              | drumstick tree |
| mbambângû                                                  | Cathormion altissimum                | Fabaceae         | Cathormion                                                                    | Cathormion |
| selerïi                                                    | Apium graveolens                     | Apiaceae         | céleri, ache des marais, persil des marais                                    | celery |
| lëlêü                                                      | Celosia trigyna                      | Amaranthaceae    | célosie, fleur de velours, crête de coq                                       | cockscomb; silver spinach; woolflower                                                                               |
| ngangi                                                     | Celtis adolfi-friderici              | Cannabaceae      | celtis d'Afrique, diania                                                      | African ita |
| burûnda; ngômbê                                            | Celtis zenkeri                       | Cannabaceae      | celtis d'Afrique, ohia parallèle                                              | African celtis |
| sên-kpakpa                                                 | Centotheca lappacea                  | Poaceae          | Centotheca lappacea                                                           | Centotheca lappacea                                                                                                 |
| gazôkombo; kûsêre                                          | Chaetachme madagascariensis          | Ulmaceae         | Chaetachme madagascariensis                                                   | thorny elm |
| mbângi                                                     | Cannabis sativa                      | Cannabinaceae    | chanvre indien                                                                | Indian hemp |
| sûu; shûu                                                  | Brassica oleracea                    | Brassicaceae     | chou                                                                          | cabbage |
| môngôdë                                                    | Christiana africana                  | Tiliaceae        | Christiana africana                                                           | Christiana africana                                                                                                 |
| nzegele                                                    | Chrysanthellum americanum            | Compositae       | chrysanthelle américain                                                       | chrysanthellum |
| mbâsala                                                    | Allium schoenoprasum                 | Liliaceae        | ciboulette                                                                    | chive |
| güsüyömbö; ïkütä-tendele                                   | Cymbopogon citratus                  | Poaceae          | citronnelle                                                                   | citronella |
| kpô ndîdro; mongembêngêmbë; zidoröo                        | Citrus limonum                       | Rutaceae         | citronnier                                                                    | lemon tree |
| kawoya                                                     | Cucurbita pepo                       | Cucurbitaceae    | citrouille, potiron                                                           | marrow; pumpkin |
| keke; kiakia                                               | Clerodendrum sp.                     | Verbenaceae      | clérodendron                                                                  | bagflower; bleeding-heart; glorybower                                                                               |
| koköo                                                      | Cocos nucifera                       | Arecaceae        | cocotier                                                                      | coconut palm |
| zîmâ                                                       | Cola urceolata                       | Malvaceae        | Cola urceolata                                                                | Cola urceolata |
| gôro                                                       | Cola nitida                          | Malvaceae        | colatier                                                                      | cola tree |
| däzo                                                       | Coleus dazo                          | Lamiaceae        | coléus                                                                        | Hausa potato |
| serêe Gbânzîrî                                             | Combretum paniculatum                | Combretaceae     | Combretum paniculatum                                                         | flame creeper |
| vidoli                                                     | Commelina diffusa                    | Commelinaceae    | Commelina                                                                     | dayflower |
| birlo; këlä                                                | Daniellia oliveri                    | Fabaceae         | copahu africaine                                                              | African copaiba balsam tree                                                                                         |
| bilômbï                                                    | Copaifera mildbraedii                | Fabaceae         | Copaifera mildbraedii                                                         | Copaifera mildbraedii                                                                                               |
| paka                                                       | Guibourtia demeusei                  | Fabaceae         | copalier, bubinga                                                             | African rosewood; Cameroons gum-copal                                                                               |
| gûsâ                                                       | Corchorus olitorius                  | Malvaceae        | corète                                                                        | bush okra |
| këkë tî mbombi                                             | Annona muricata                      | Annonaceae       | corossolier                                                                   | soursop |
| kotöon; tende; tukîa                                       | Gossypium barbadense                 | Malvaceae        | cotonnier                                                                     | cotton |
| kôsö; mbâkêlê; mbâkêrê; ndyongo; ngbëndä; sërë; kangû      | Cucurbita maxima                     | Cucurbitaceae    | courge                                                                        | bottle gourd |
| tomâti; tomâti tî âmunzû; tomâti tî ngbö                   | Trichosanthes cucumerina             | Cucurbitaceae    | courge serpent                                                                | snake gourd |
| ngediri; sombokîo                                          | Craterispermum laurinum              | Rubiaceae        | Craterispermum laurinum                                                       | Craterispermum laurinum                                                                                             |
| ngênzä                                                     | Craterispermum schweinfurthii        | Rubiaceae        | Craterispermum schweinfurthii                                                 | Craterispermum schweinfurthii                                                                                       |
| mbûungâ                                                    | Cremaspora triflora                  | Rubiaceae        | Cremaspora triflora                                                           | Cremaspora triflora                                                                                                 |
| lïngî; langä                                               | Crinum latifolium                    | Amaryllidaceae   | Crinum latifolium                                                             | Crinum striped beauty; milk and wine lily; pink striped trumpet lily                                                |
| krotöon                                                    | Codiaeum variegatum                  | Euphorbiaceae    | Croton                                                                        | croton |
| dambâkaola; kogbëne; têendêlê                              | Cyathula prostrata                   | Amaranthaceae    | cyathule couchée                                                              | hook weed; pastureweed                                                                                              |
| mbâmbalî; mbâmbanï                                         | Dalechampia ipomoeifolia             | Euphorbiaceae    | Dalechampia                                                                   | purple wings |
| kugbë tî parâta; ngalafo; gbändä                           | Cassia alata                         | Fabaceae         | dartrier, faux kinkélia                                                       | candlebrush |
| tâmuru                                                     | Phoenix dactylifera                  | Arecaceae        | dattier                                                                       | date palm |
| kôrôbodyo; mbôtën; tropâjï; ïnziä                          | Desmodium velutinum                  | Fabaceae         | Desmodium velutinum                                                           | Desmodium velutinum                                                                                                 |
| dogbo-longaya                                              | Dictyandra arborescens               | Rubiaceae        | Dictyandra arborescens                                                        | Dictyandra arborescens                                                                                              |
| ngômbê-kombo                                               | Didymosalpinx abbeokutae             | Rubiaceae        | Didymosalpinx abbeokutae                                                      | Didymosalpinx abbeokutae                                                                                            |
| zëndë                                                      | Digitaria uniglumis                  | Poaceae          | digitaire                                                                     | brown seed finger grass; crabgrass                                                                                  |
| gbûndo                                                     | Dolichos lablab                      | Fabaceae         | dolique d'Égypte, dolique pourpre, pois indien                                | dolichos bean; hyacinth bean; lablab bean                                                                           |
| ngbeên                                                     | Dorstenia africana                   | Moraceae         | Dorstenia                                                                     | Dorstenia |
| bakâ; ôngbô                                                | Afzelia africana                     | Fabaceae         | doussié, Afzélia africana, lingué, pachyloba                                  | African Mahogany |
| këkë tî süä                                                | Dracaena                             | Agavaceae        | dragonnier                                                                    | Dracaena |
| kpäya                                                      | Diospyros canaliculata               | Ebenaceae        | ébène                                                                         | ebony |
| mbëngu                                                     | Diospyros crassiflora                | Ebenaceae        | ébène du Gabon, ébénier                                                       | African ebony |
| zunda ôônë                                                 | Echinops longifolius                 | Asteraceae       | Echinops longifolius                                                          | Echinops longifolius                                                                                                |
| tiuko                                                      | Eclipta alba                         | Asteraceae       | éclipte blanche, mahakanni                                                    | False daisy |
| mböngä; gbangambala; gûga                                  | Alstonia boonei                      | Apocynaceae      | émien                                                                         | Indian devil tree                                                                                                   |
| yorö tî börö                                               | Emilia sagittata                     | Asteraceae       | Emilia, cacalie écarlate                                                      | Irish poet; lady's paint brush; tassel flower                                                                       |
| lili; sakuumbë                                             | Dysphania ambrosioides               | Chenopodiaceae   | épazote, chénopode, fausse ambroisie, thé du Mexique, ansérine                | epazote; Jesuit's tea; Mexican tea; wormseed                                                                        |
| demarëre                                                   | Tradescantia andersoniana            | Commelinaceae    | éphémère de Virginie                                                          | lady's tears; Virginia spiderwort                                                                                   |
| lâalä; pinarïi tî ângbaka; tëtëmbë                         | Talinum triangulare                  | Portulacaceae    | épinard de Ceylan, grassé, pourpier droit                                     | Ceylon spinach; waterleaf                                                                                           |
| pinarïi                                                    | Basella alba                         | Basellaceae      | épinard indien                                                                | Indian spinach |
| ndokôro                                                    | Luffa aegyptiaca                     | Cucurbitaceae    | éponge végétale, courge éponge                                                | sponge gourd |
| ngobo; nzôkô                                               | Ricinodendron heudelotii             | Euphorbiaceae    | essessang                                                                     | African nut tree; African wood-oil nut tree                                                                         |
| bîndjô; mosôba; ngombe                                     | Petersianthus macrocarpus            | Lecythidaceae    | essia                                                                         | esia |
| têyombo                                                    | Euadenia trifoliolata                | Capparidaceae    | Euadenia trifoliolata                                                         | Euadenia trifoliolata                                                                                               |
| ëkälïtïse                                                  | Eucalyptus globulus                  | Myrtaceae        | Eucalyptus                                                                    | eucalyptus |
| sôngô                                                      | Euphorbia drupifera                  | Euphorbiaceae    | euphorbe à drupes                                                             | giraffe tree |
| sôngô                                                      | Euphorbia candelabrum                | Euphorbiaceae    | euphorbe candélabre                                                           | candelabra tree |
| ngûme; sên-ngonda                                          | Euphorbia heterophylla               | Euphorbiaceae    | euphorbe hétérophile                                                          | painted euphorbia                                                                                                   |
| borû; ôbôrô                                                | Klainedoxa gabonensis                | Irvingiaceae     | eveuss                                                                        | eveuss |
| bolongö; nzototo                                           | Zanthoxylum zanthoxyloides           | Rutaceae         | fagara, lime                                                                  | candlewood; wild lime                                                                                               |
| lantanäa; soöre; sooro                                     | Lantana camara                       | Verbenaceae      | faux mûrier, faux thé de Gambie                                               | common lantana |
| kpäklö; gbängä                                             | Pycnanthus angolensis                | Myristicaceae    | faux muscadier, arbre à suif, ilomba                                          | African nutmeg; false nutmeg                                                                                        |
| dönzö                                                      | Uapaca guineensis                    | Phyllanthaceae   | faux palétuvier, palétuvier d'eau douce                                       | red cedar; sugar plum                                                                                               |
| päwä tî ngû                                                | Ficus mucosa                         | Moraceae         | Ficus                                                                         | Ficus |
| eli; tülütë                                                | Ficus elastica                       | Moraceae         | Ficus elastica, caoutchouc                                                    | Ficus elastica |
| kuturu                                                     | Ficus carica                         | Moraceae         | figuier                                                                       | fig tree |
| bongö; kûndû                                               | Ficus punctata                       | Moraceae         | figuier nain rampant                                                          | climbing fig |
| flamboayäan                                                | Delonix regia                        | Fabaceae         | flamboyant                                                                    | flame tree |
| yorönden                                                   | Cyclosorus                           | Pteridophyta     | fougère                                                                       | fern |
| kpôndenren                                                 | Nephrolepis biserrata                | Pteridophyta     | fougère épée                                                                  | giant swordfern |
| kugbë tî ndene                                             | Pteris sp.                           | Pteridaceae      | fougère, ptéris                                                               | brake fern |
| loköterëzamba                                              | Platycerium sp.                      | Polypodiaceae    | fougère épiphyte, corne de cerf, corne d’élan, platycérium                    | Platycerium |
| küsü; pambo                                                | Garcinia afzelii                     | Clusiaceae       | Garcinia afzelii                                                              | bitter kola |
| karkâs; gbadani                                            | Garcinia polyantha                   | Clusiaceae       | Garcinia polyantha                                                            | false chew-stick tree                                                                                               |
| ngale                                                      | Garcinia punctata                    | Clusiaceae       | Garcinia punctata                                                             | Garcinia punctata                                                                                                   |
| dekülüngü                                                  | Gardenia imperialis                  | Rubiaceae        | Gardenia imperialis                                                           | gardenia |
| tangawïsi                                                  | Zingiber officinale                  | Zingiberaceae    | gingembre                                                                     | ginger |
| gurûnful                                                   | Syzygium aromaticum                  | Myrtaceae        | giroflier                                                                     | dove tree |
| melinâa                                                    | Gmelina arborea                      | Verbenaceae      | Gmelina, peuplier d'Afrique                                                   | beechwood; melina                                                                                                   |
| koko; känï                                                 | Gnetum africanum                     | Gnetaceae        | Gnetum africanum                                                              | Gnetum africanum |
| vekë                                                       | Abelmoschus esculentus               | Malvaceae        | gombo                                                                         | okra |
| zëndë                                                      | Gomphrena celosioides                | Amaranthaceae    | Gomphrena, globe amarante                                                     | bachelor's button; Gomphrena weed; prostrate globe-amaranth                                                         |
| goyâve                                                     | Psidium guajava                      | Myrtaceae        | goyavier                                                                      | guava |
| dangbâa-këlë; dêre; dêro; köngö                            | Hymenocardia acida                   | Phyllanthaceae   | grand cœur rouge, cœurs volants                                               | large red-heart |
| ävërä; bengbä dongô tî këkë; ëvrë; päpä; sälä              | Grewia mollis                        | Malvaceae        | Grewia mollis                                                                 | Grewia mollis |
| bängërëwä                                                  | Cassia hirsuta                       | Fabaceae         | gros-indigo-sauvage                                                           | woolly senna |
| ngûlayänü                                                  | Mussaenda arcuata                    | Rubiaceae        | gros lingue, lingue café                                                      | forest star |
| bîklo; bulu; nawe; toko; zözömbö                           | Kalanchoe pinnata                    | Crassulaceae     | gros pourpier clochette, herbe mal de tete                                    | cathedral bells; leaf of life                                                                                       |
| kûyâa-sisä; lêngäla; ôkpô                                  | Physalis angulata                    | Solanaceae       | coqueret du Pérou, Physalis                                                   | Cape gooseberry; hairy groundcherry; husk tomato                                                                    |
| lêre                                                       | Guiera senegalensis                  | Combretaceae     | Guiera senegalensis                                                           | Guiera senegalensis                                                                                                 |
| vaä                                                        | Gynandropsis gynandra                | Capparidaceae    | gynandro                                                                      | cat's whiskers |
| ariköo; kûrê; sirï; gbari                                  | Phaseolus vulgaris                   | Fabaceae         | haricot                                                                       | bean |
| bolë                                                       | Phaseolus lunatus                    | Fabaceae         | haricot de Lima                                                               | lima beans |
| labôro; sisongo; sosongo                                   | Pennisetum purpureum                 | Poaceae          | herbe à éléphant 1                                                            | elephant grass; napier grass                                                                                        |
| bîkîsi; mbuli; süä                                         | Pennisetum polystachion              | Poaceae          | herbe à éléphant 2                                                            | merker grass; mission grass; thin napiergrass                                                                       |
| trôhohö                                                    | Tridax procumbens                    | Asteraceae       | herbe à lapins, casse-tout-seul                                               | coat buttons; Tridax daisy                                                                                          |
| böyö                                                       | Leonotis nepetifolia                 | Lamiaceae        | herbe chandelle rouge                                                         | klip dagga |
| balëe tî da; ngôngô                                        | Panicum maximum                      | Poaceae          | herbe de Guinée                                                               | Guinea grass |
| apolöo; bara Bokassa                                       | Chromolaena odorata                  | Compositae       | herbe du Laos                                                                 | Siam weed |
| kpazürü                                                    | Asystasia sp.                        | Acanthaceae      | herbe pistache, pistache marron                                               | creeping foxglove                                                                                                   |
| bëbë; ëbë; wâfi                                            | Imperata cylindrica                  | Poaceae          | herbe sanglante                                                               | Japenese blood grass                                                                                                |
| gbamïngangü                                                | Acanthospermum hispidum              | Asteraceae       | herbe tricorne                                                                | goat's head |
| bängâ; mombangô                                            | Funtumia elastica                    | Apocynaceae      | hévéa 1                                                                       | silkrubber plant |
| bängâ; ndembö                                              | Hevea brasiliensis                   | Euphorbiaceae    | hévéa 2                                                                       | rubber tree |
| nzôlogê                                                    | Hoslundia opposita                   | Lamiaceae        | Hoslundia                                                                     | orange bird-berry                                                                                                   |
| bränzä                                                     | Hygrophila longifolia                | Acanthaceae      | Hygrophila longifolia                                                         | marsh barbel |
| kpokerë; sângâï                                            | Hymenocardia ulmoides                | Euphorbiaceae    | Hymenocardia ulmoides                                                         | Hymenocardia ulmoides                                                                                               |
| nzanza; tia                                                | Hyparrhenia rufa                     | Poaceae          | Hyparrhenia                                                                   | thatching grass |
| katra                                                      | Hypselodelphys scandens              | Marantaceae      | Hypselodelphys scandens                                                       | Hypselodelphys scandens, Marantaceae                                                                                |
| gûî                                                        | Dioscorea sp.                        | Dioscoreaceae    | igname                                                                        | yam |
| gûî                                                        | Dioscorea alata                      | Dioscoreaceae    | igname aérienne                                                               | air yam |
| kikiri; mötökôo                                            | Dioscorea bulbifera                  | Dioscoreaceae    | igname bulbifère                                                              | air potato vine; air yam                                                                                            |
| ngäsâ; zömbï                                               | Dioscorea abyssinica                 | Dioscoreaceae    | igname sauvage                                                                | wild yam |
| kplatîsho; môkö kârâkö                                     | Indigofera spicata                   | Fabaceae         | indigo en épi, indigo brousse                                                 | creeping indigo; lawn indigo; trailing indigo                                                                       |
| tângû                                                      | Ipomoea mauritiana                   | Convolvulaceae   | ipomée 1                                                                      | giant potato |
| ndûkû                                                      | Ipomoea purpurea                     | Convolvulaceae   | ipomée 2, volubilis                                                           | morning glory |
| zëndë                                                      | Ipomoea quamoclit                    | Convolvulaceae   | ipomée quamoclit, ipomée à fleurs rouges, cheveux de Vénus, liseron empenné   | cardinal creeper; cardinal vine; Cupid's flower; cypress vine; cypressvine morning glory                            |
| kôndôndo                                                   | Ipomoea involucrata                  | Convolvulaceae   | Ipomoea involucrata                                                           | Ipomoea involucrata                                                                                                 |
| bangi; mändö                                               | Milicia excelsa                      | Moraceae         | iroko                                                                         | iroko tree |
| kongôyasika                                                | Eichhornia crassipes                 | Pontederiaceae   | jacinthe d'eau, camalote                                                      | water hyacinth |
| zakyëe                                                     | Artocarpus heterophyllus             | Moraceae         | jaquier                                                                       | jackfruit tree |
| pisä; pusä                                                 | Artocarpus africanus                 | Moraceae         | jaquier sauvage, arbre à pain d'Afrique                                       | African breadfruit; wild jackfruit                                                                                  |
| näbâke; olîve                                              | Ziziphus mauritiana                  | Rhamnaceae       | jujubier                                                                      | Indian jujube |
| kâsa kôndo tî ngû                                          | Jussiaea                             | Onagraceae       | jussie rampante                                                               | floating primrose willow                                                                                            |
| kinî                                                       | Justicia insularis                   | Acanthaceae      | Justicia insularis                                                            | Justicia insularis                                                                                                  |
| nzumba                                                     | Justicia nasuta                      | Acanthaceae      | Justicia nasuta                                                               | snake jasmine |
| bômö                                                       | Urena lobata                         | Malvaceae        | jute africain                                                                 | bun ochra; Caesar's weed; Congo jute                                                                                |
| buma; kupu; ndûrü; paka                                    | Ceiba pentandra                      | Bombacaceae      | kapokier, fromager                                                            | kapok tree; silk cotton tree                                                                                        |
| bâlâwâ; koon                                               | Vitellaria paradoxa                  | Sapotaceae       | karité                                                                        | shea tree |
| bilisa; kengelibäa; takûâmbëlë                             | Combretum micranthum                 | Combretaceae     | kinkéliba, combretum                                                          | kinkiliba |
| alêgo                                                      | Syzygium guineense                   | Myrtaceae        | kisa d'eau                                                                    | dwarf waterpear; woodland waterberry                                                                                |
| ma; kangazâmba                                             | Entandrophragma candollei            | Meliaceae        | kosipo                                                                        | kosipo |
| awôyangändê                                                | Laggera pterodonta                   | Compositae       | Laggera pterodonta                                                            | Laggera pterodonta                                                                                                  |
| saläde                                                     | Lactuca sativa                       | Asteraceae       | laitue                                                                        | lettuce |
| bängâ; dôn; kpa                                            | Landolphia lanceolata                | Apocynaceae      | Landolphia                                                                    | white rubber vine                                                                                                   |
| toô                                                        | Landolphia owariensis                | Apocynaceae      | Landolphia owariensis                                                         | white ball rubber; white rubber vine                                                                                |
| langandö                                                   | Sansevieria trifasciata              | Dracaenaceae     | langue de belle-mère, sansevière                                              | magic sword; mother-in-law's tongue; snake plant                                                                    |
| kangâ                                                      | Amphimas ferrugineus                 | Fabaceae         | lati, yaya, bokanga, balata                                                   | bokanga; lati; sanfran                                                                                              |
| loryëe                                                     | Laurus nobilis                       | Lauraceae        | laurier sauce                                                                 | nobel laurel |
| tukulu                                                     | Lecaniodiscus cupanioides            | Sapindaceae      | Lecaniodiscus cupanioides                                                     | Lecaniodiscus cupanioides                                                                                           |
| gambula                                                    | Leea guineensis                      | Vitaceae         | léea de Guinée, bois de sureau                                                | leea |
| këkë tî ngû; mekazë                                        | Tetracera alnifolia                  | Dilleniaceae     | liane à eau                                                                   | water tree |
| yeyë                                                       | Smilax kraussiana                    | Smilacaceae      | liane croc de chien, salsépareille mdigène                                    | Smilax |
| mborola                                                    | Terminalia superba                   | Combretaceae     | limba, fraké                                                                  | frake; limba; white afara                                                                                           |
| gûsûlakërë                                                 | Loudetia simplex                     | Poaceae          | Loudetia simplex                                                              | common russet grass                                                                                                 |
| lïngî; langä                                               | Crinum x powellii                    | Amaryllidaceae   | lys araignée, pince à cheveux, fleur de lys tropical                          | spider lily |
| makabo                                                     | Xanthosoma sagittifolium             | Araceae          | macabo, chou caraïbe                                                          | arrowleaf; elephant's ear                                                                                           |
| söäkä; totä                                                | Macaranga                            | Euphorbiaceae    | macaranga                                                                     | macaranga |
| nzö                                                        | Zea mays                             | Poaceae          | maïs                                                                          | corn; maize |
| êrkôdokâ; ngôndörömângo; ngôokâ                            | Euphorbia hirta                      | Euphorbiaceae    | malnommée                                                                     | asthma weed |
| manderïne                                                  | Citrus reticulata                    | Rutaceae         | mandarinier                                                                   | mandarin orange |
| këkë tî mângo                                              | Mangifera indica                     | Anacardiaceae    | manguier                                                                      | mango tree |
| nzërë; pâyö                                                | Irvingia gabonensis                  | Irvingiaceae     | manguier sauvage                                                              | bush mango; dika nut                                                                                                |
| ngunzä; gozo                                               | Manihot esculenta                    | Euphorbiaceae    | manioc                                                                        | cassava |
| bängâ; ndembö                                              | Manihot glaziovii                    | Euphorbiaceae    | manioc de Céara, caouchouc de Céara, Céara, maniçoba                          | ceara rubbertree; tree cassava                                                                                      |
| kûsâ yuku; wï                                              | Manniophyton fulvum                  | Euphorbiaceae    | Manniophyton fulvum                                                           | gasso nut |
| päkôle                                                     | Maranthes kerstingii                 | Chrysobalanaceae | Maranthes kerstingii                                                          | Maranthes kerstingii                                                                                                |
| tisi                                                       | Maranthes polyandra                  | Chrysobalanaceae | Maranthes polyandra                                                           | Maranthes polyandra                                                                                                 |
| sesêe filëre                                               | Tithonia diversifolia                | Asteraceae       | marguerite jaune, tournesol mexicain                                          | Mexican sunflower                                                                                                   |
| lênze                                                      | Boerhavia diffusa                    | Nyctaginaceae    | mauvaise herbe de porc                                                        | spiderling; tar vine                                                                                                |
| angirela; gbagbâî                                          | Maytenus senegalensis                | Celastraceae     | maytenus du Sénégal                                                           | confetti tree |
| ngôngo                                                     | Megaphrynium macrostachyum           | Marantaceae      | Megaphrynium                                                                  | Megaphrynium |
| nanäa                                                      | Mentha spicata                       | Lamiaceae        | menthe                                                                        | spearmint |
| bôsuï                                                      | Mikania cordata                      | Compositae       | Mikania                                                                       | African mile-a-minute                                                                                               |
| ngënye                                                     | Dichrostachys glomerata              | Fabaceae         | mimosa clochette                                                              | Chinese lantern tree                                                                                                |
| kangale                                                    | Mimosa pigra                         | Fabaceae         | Mimosa pigra                                                                  | catclaw mimosa; giant sensitive tree                                                                                |
| velûru                                                     | Tradescantia sp.                     | Commelinaceae    | misère, éphémère, juif errant                                                 | purple heart; purple queen; purple secretia                                                                         |
| sondoto                                                    | Mitracarpus scaber                   | Rubiaceae        | mitracarpe                                                                    | Mitracarpus |
| nzia                                                       | Mitragyna inermis                    | Rubiaceae        | Mitragyna inermis                                                             | false abura |
| boto; buanga; mabe                                         | Autranella congolensis               | Sapotaceae       | moabi                                                                         | African pearwood; moabi                                                                                             |
| ngâgö                                                      | Solanum aethiopicum                  | Solanaceae       | morelle amère                                                                 | mock tomato |
| môko sângôo                                                | Solanum mammosum                     | Solanaceae       | morelle mammée                                                                | cow's udder tree; nipplefruit tree                                                                                  |
| kongôbololo; gonzo-kongä                                   | Morinda morindoides                  | Rubiaceae        | Morinda                                                                       | Morinda |
| morenga; gilêganzâ                                         | Moringa oleifera                     | Moringaceae      | Moringa, néverdié                                                             | horse-radish tree                                                                                                   |
| ben-görö                                                   | Mostuea hirsuta                      | Loganiaceae      | Mostuea hirsuta                                                               | Mostuea hirsuta |
| wângâ                                                      | Autranella congolensis               | Sapotaceae       | moukouloungou                                                                 | mukulungu |
| dungusärä; endyi; ngunü                                    | Mucuna pruriens                      | Fabaceae         | Mucuna pruriens, pois mascate, haricot pourpre, petit pois pouilleux          | cowhage; cowhitch; velvet bean                                                                                      |
| lungûu; nzîngo; ingôo                                      | Monodora myristica                   | Annonaceae       | muscadier du Gabon                                                            | African nutmeg; calabash nutmeg; false nutmeg                                                                       |
| abîdîbidi; alêbedê; lêngatä; lêngboro; ngbôlô; ôngo; pindi | Myrianthus arboreus                  | Urticaceae       | Myrianthus, arbre à pain indigène                                             | corkwood |
| dungbä; ôndö                                               | Nauclea pobeguinii                   | Rubiaceae        | Nauclea pobeguinii                                                            | yellow cheesewood                                                                                                   |
| nëväkîni                                                   | Azadirachta indica                   | Meliaceae        | neem, margousier                                                              | neem |
| mombülü                                                    | Diospyros mespiliformis              | Ebenaceae        | néflier africain                                                              | jackalberry tree; monkey guava                                                                                      |
| kpôngubü; kpûngubü                                         | Nymphaea lotus                       | Nymphaeaceae     | nénuphar, lotier d'Egypte                                                     | Egyptian lotus; nenuphar; water lily                                                                                |
| kömbë; zian                                                | Parkia biglobosa                     | Fabaceae         | néré                                                                          | nitta tree |
| niebe; gbari                                               | Vigna unguiculata                    | Fabaceae         | niébé                                                                         | cowpea |
| matungûlu; zinyöon                                         | Allium cepa                          | Liliaceae        | oignon                                                                        | onion |
| këkë tî oranze; ndîdro                                     | Citrus aurantium                     | Rutaceae         | oranger                                                                       | orange tree |
| kôbôdawa; kûsêre; pêpëlêpendo; gbämä                       | Strychnos spinosa                    | Loganiaceae      | oranger de singe                                                              | monkey orange |
| kâsa                                                       | Fleurya aestuans                     | Urticaceae       | ortie indigène                                                                | tropical nettleweed                                                                                                 |
| karakânzi                                                  | Hibiscus sabdariffa                  | Malvaceae        | oseille de Guinée                                                             | sorrel |
| tue                                                        | Hibiscus rostellatus                 | Malvaceae        | oseille malabare                                                              | Hibiscus rostellatus                                                                                                |
| zômongubü                                                  | Ottelia ulvifolia                    | Hydrocharitaceae | ottélie ulve                                                                  | duck lettuce; water plantain                                                                                        |
| nzëlëlë; töbölösöngä                                       | Ouratea staudtii                     | Ochnaceae        | Ouratea staudtii                                                              | Ouratea staudtii |
| wetêkpili                                                  | Oxyanthus speciosus                  | Rubiaceae        | Oxyanthus speciosus                                                           | whipstick tree |
| kuli                                                       | Ozoroa insignis                      | Anacardiaceae    | Ozoroa insignis                                                               | Ozoroa insignis |
| mbïö                                                       | Pterocarpus soyauxii                 | Fabaceae         | padouk d’Afrique                                                              | mahogany tree |
| kpomwe; ngangî mböndö; nzanzo                              | Palisota alopecurus                  | Commelinaceae    | Palisota alopecurus                                                           | Palisota alopecurus                                                                                                 |
| ngbangaföro; zazo                                          | Palisota hirsuta                     | Commelinaceae    | Palisota hirsuta                                                              | Palisota hirsuta |
| mbûrü; sängbä                                              | Elaeis guineensis                    | Arecaceae        | palmier à huile                                                               | oil palm |
| sion                                                       | Eremospatha macrocarpa               | Arecaceae        | palmier à rotin, rotin vert                                                   | large-fruit rattan palm                                                                                             |
| kpängblämûsu; ndîdro; pläplämûsu                           | Citrus paradisi                      | Rutaceae         | pamplemoussier                                                                | grapefruit; pomelo                                                                                                  |
| semangili                                                  | Panicum virgatum                     | Poaceae          | panic érigé                                                                   | prairie fire; switch grass                                                                                          |
| Marie mä ndö                                               | Euphorbia tithymaloides              | Euphorbiaceae    | pantouflier                                                                   | devil's backbone; redbird cactus                                                                                    |
| këkë tî papâye                                             | Carica papaya                        | Caricaceae       | papayer                                                                       | pawpaw tree |
| koyö; kpakata; päwä; tôl                                   | Ficus exasperata                     | Moraceae         | papier de verre                                                               | sandpaper leaf tree                                                                                                 |
| ängopê; kofö; kokômbo                                      | Musanga cecropioides                 | Urticaceae       | parasolier                                                                    | umbrella tree |
| mopiti; têsurikômbo                                        | Parinari excelsa                     | Rosaceae         | Parinari excelsa                                                              | grey plum; Guinea plum                                                                                              |
| pasïön                                                     | Passiflora edulis                    | Passifloraceae   | passiflore, grenadille, fruit de la passion                                   | passion fruit |
| kpûngbö [kpungbɔ]                                          | Passiflora foetida                   | Passifloraceae   | passiflore fétide, passiflore poc-poc                                         | love-in-a-mist; running pop; wild water lemon                                                                       |
| bäbolo                                                     | Ipomoea batatas                      | Convolvulaceae   | patate douce                                                                  | sweet potato |
| gagambolö; kpûngbö [kpungbɔ]; ndûkûkôta; kakaradengbe      | Paullinia pinnata                    | Sapindaceae      | paulinie ailée                                                                | bread and cheese |
| vînye                                                      | Pauridiantha paucinervis             | Rubiaceae        | Pauridiantha paucinervis                                                      | Pauridiantha paucinervis                                                                                            |
| angüründu                                                  | Nauclea latifolia                    | Rubiaceae        | pêcher africain, arbre à Tramadol                                             | ndea; pin cushion tree                                                                                              |
| kpakpa; sên-kpakpa                                         | Peperomia sp.                        | Piperaceae       | pépéromie                                                                     | cow foot; rabbit ear                                                                                                |
| pesïi                                                      | Petroselinum crispum                 | Apiaceae         | persil                                                                        | parsley |
| foôkânga; ina                                              | Catharanthus roseus                  | Apocynaceae      | pervenche de Madagascar                                                       | Madagascar periwinkle                                                                                               |
| mîtigôro; wängä                                            | Garcinia kola                        | Clusiaceae       | petit kola                                                                    | bitter kola; false kola; male kola                                                                                  |
| hârîya; böndö                                              | Pennisetum typhoides                 | Poaceae          | petit mil                                                                     | pearl millet |
| nyângzängzambërë                                           | Phyllanthus floribundus              | Euphorbiaceae    | Phyllanthus floribundus                                                       | Phyllanthus floribundus                                                                                             |
| nziä; oro-ôrô                                              | Phyllanthus reticulatus              | Euphorbiaceae    | Phyllanthus réticulée                                                         | black-honey shrub                                                                                                   |
| ngenge; ôrô; gbô                                           | Piliostigma thonningii               | Fabaceae         | pied-de-bœuf                                                                  | purple camel's foot                                                                                                 |
| enge                                                       | Piliostigma reticulatum              | Fabaceae         | pied de chameau, semellier                                                    | camel's foot |
| ndiri; sêkâ; shêkâ                                         | Eleusine indica                      | Poaceae          | pied-poule                                                                    | Indian goosegrass; spiderweb chloris; windmill grass                                                                |
| ndôngô; ngbêndû                                            | Capsicum annuum                      | Solanaceae       | piment                                                                        | chillies |
| manzêke; pilipîli; sambia                                  | Capsicum frutescens                  | Solanaceae       | piment langue d'oiseau                                                        | bird chillies; Capsicum                                                                                             |
| lïngî                                                      | Chlorophytum comosum                 | Liliaceae        | plante araignée, phalangium, phalangère, clorophytum chevelu                  | airplane plant; hen-and-chickens; spider plant                                                                      |
| mëä                                                        | Loranthus sp.                        | Loranthaceae     | plante parasite, gui africain                                                 | mistletoe |
| gbôkôrâ                                                    | Voandzeia subterranea                | Fabaceae         | pois de terre, voandzou                                                       | chickpeas |
| yë kplön                                                   | Canavalia gladiata                   | Fabaceae         | pois sabre                                                                    | jack bean; sword bean                                                                                               |
| mbëngë; ngbana; gonda                                      | Erythrophleum suaveolens             | Fabaceae         | poison d'épreuve                                                              | forest ordeal tree                                                                                                  |
| mombângo; ndäbongofä                                       | Parquetina nigrescens                | Periplocaceae    | poison de Guinée                                                              | Parquetina nigrescens                                                                                               |
| nzânzâambôlï                                               | Piper guineense                      | Piperaceae       | poivre de Guinée                                                              | Ashanti pepper |
| mazindi; ngu                                               | Xylopia aethiopica                   | Annonaceae       | poivrier éthiopien, fondé                                                     | bush pepper; Guinea pepper tree                                                                                     |
| kötä ndôngô                                                | Capsicum annuum                      | Solanaceae       | poivron                                                                       | sweet pepper |
| pômesitëre                                                 | Spondias cytherea                    | Anacardiaceae    | pomme-cythere                                                                 | otaheite apple |
| pömëtêre                                                   | Solanum tuberosum                    | Solanaceae       | pomme de terre                                                                | potato |
| pôme                                                       | Chrysophyllum cainito                | Sapotaceae       | pomme étoile, pomme de lait, caïmite                                          | star apple; golden leaf tree                                                                                        |
| körösôl                                                    | Annona squamosa                      | Annonaceae       | pommier cannelle, attier                                                      | sweet sop |
| gëtëgberë; hôngbâtî                                        | Calotropis procera                   | Asclepiadaceae   | pommier de Sodome                                                             | Sodom apple |
| kpotolo                                                    | Popowia schefferiana                 | Annonaceae       | Popowia                                                                       | Popowia schefferiana                                                                                                |
| ndekêlendê; nzekë; gomo                                    | Portulaca quadrifida                 | Portulacaceae    | Portulaca                                                                     | chickenweed |
| kâdâ; kâdâ-langba; kâdâ-münä; kâdâ-ndoro; bengbä kâdâ      | Jatropha curcas                      | Euphorbiaceae    | pourghère                                                                     | Jatropha |
| bengbä kâdâ                                                | Jatropha gossypiifolia               | Euphorbiaceae    | pourghère rugueuse, médecinier sauvage                                        | bellyache bush; black physicnut; cotton-leaf physicnut                                                              |
| pêsu                                                       | Pouzolzia guineensis                 | Urticaceae       | Pouzolzia                                                                     | Pouzolzia |
| teyeli                                                     | Protea madiensis                     | Proteaceae       | protée                                                                        | Protea |
| âlîâ; binlï; kungû; lêngüngü; ngüngü                       | Vitex doniana                        | Verbenaceae      | prunier de savane, bili                                                       | black plum |
| ngubî                                                      | Pseudospondias microcarpa            | Anacardiaceae    | Pseudospondias microcarpa                                                     | African grape |
| mbülüngbä                                                  | Psorospermum febrifugum              | Hypericaceae     | Psorospermum febrifugum                                                       | Christmas berry |
| nzânzâmboli                                                | Acalypha ornata                      | Euphorbiaceae    | queue de chat                                                                 | Acalypha |
| sïrïbï; zorôgo; gûp                                        | Crossopteryx febrifuga               | Rubiaceae        | quinquina des chèvres                                                         | African bark; ordeal tree                                                                                           |
| mangênge                                                   | Trichoscypha ferruginea              | Anacardiaceae    | raisin pahouin                                                                | Trichoscypha ferruginea                                                                                             |
| ûnzû                                                       | Lannea velutina                      | Anacardiaceae    | raisinier velu, lannéa velouté                                                | Lannea velutina |
| ndarasa; pekë                                              | Phoenix reclinata                    | Arecaceae        | Raphia, phoenix du Sénégal, dattier du Sénégal                                | Senegal date palm; wild date palm                                                                                   |
| ngodö [ngodɔ]; tiabïngï                                    | Rauvolfia caffra                     | Apocynaceae      | Rauvolfia caffra                                                              | quinine tree |
| têtêngbë                                                   | Polygonum pulchrum                   | Polygonaceae     | renouée bistorte                                                              | African water smartweed                                                                                             |
| kodogoro; kâdâgölô; kâdâ-banda                             | Ricinus communis                     | Euphorbiaceae    | ricin                                                                         | castor-oil plant |
| lôso                                                       | Oryza sativa                         | Poaceae          | riz                                                                           | rice |
| lêmbïö; zöngö                                              | Bixa orellana                        | Bixaceae         | rocouyer                                                                      | annatto |
| kolongo; kozo                                              | Borassus aethiopum                   | Arecaceae        | rônier                                                                        | African fan palm |
| koôngäsa                                                   | Rothmannia urcelliformis             | Rubiaceae        | Rothmannia urcelliformis                                                      | forest rothmannia                                                                                                   |
| ndindïri                                                   | Rothmannia whitfieldii               | Rubiaceae        | Rothmannia whitfieldii                                                        | Rothmannia whitfieldii                                                                                              |
| vovoro                                                     | Laccosperma secundiflorum            | Arecaceae        | rotin                                                                         | African climbing palm; African rattan palm                                                                          |
| yorönzïä                                                   | Rourea coccinea                      | Connaraceae      | Rourea coccinea                                                               | Rourea coccinea |
| diolö-sânga                                                | Roureopsis obliquifoliolata          | Connaraceae      | Roureopsis obliquifoliolata                                                   | Roureopsis obliquifoliolata                                                                                         |
| safüu; mboyö                                               | Dacryodes edulis                     | Burseraceae      | safoutier                                                                     | native pear |
| biyô                                                       | Entandrophragma cylindricum          | Meliaceae        | sapelli, aboudikro, cédrat d’Afrique                                          | sapele; scented mahogany; West African cedar                                                                        |
| beterê; katra; têrê; vovoro                                | Laccosperma brachystachyum           | Marantaceae      | Sarcophrynium brachystachyum                                                  | chameleon plant |
| dombere; dumbere                                           | Kigelia africana                     | Bignoniaceae     | saucissonnier, arbre à saucisses                                              | cucumber tree; sausage tree                                                                                         |
| kpômongö                                                   | Balanites aegyptiaca                 | Zygophyllaceae   | savonnier                                                                     | soap berry tree |
| ôdô; papaya                                                | Scleria aquatica                     | Cyperaceae       | Scleria aquatica                                                              | Scleria aquatica |
| yakôo; gonge; kara ngbûgu; gûâgüä                          | Mimosa pudica                        | Fabaceae         | sensitive                                                                     | humble plant; sensitive plant; shameful plant; sleeping grass; touch-me-not                                         |
| sindi                                                      | Sesamum indicum                      | Pedaliaceae      | sésame                                                                        | sesame |
| ngöngö; nzîlângöngökpakpa                                  | Setaria aequalis                     | Poaceae          | Setaria aequalis                                                              | Setaria aequalis |
| kpôpa; kpûpa                                               | Setaria megaphylla                   | Poaceae          | Setaria megaphylla                                                            | big-leaf bristle grass; broad-leaved bristle grass; ribbon bristle grass                                            |
| tâtâlîndâ; kangaradia                                      | Sida acuta                           | Malvaceae        | Sida acuta                                                                    | broom weed; common wireweed; spiny headed sida                                                                      |
| sârâ nang kora                                             | Sida linifolia                       | Malvaceae        | Sida linifolia                                                                | flaxleaf fanpetals                                                                                                  |
| gboklû                                                     | Entandrophragma utile                | Meliaceae        | sipo                                                                          | sipo; sipo mahogany; utile                                                                                          |
| ndûnda                                                     | Agave sisalana                       | Agavaceae        | sisal                                                                         | sisal |
| böndö                                                      | Sorghum bicolor                      | Poaceae          | sorgho commun, mil, millet à balai                                            | sorghum |
| sigête                                                     | Cyperus esculentus                   | Cyperaceae       | souchet comestible                                                            | earth almond; tiger nut                                                                                             |
| yoröbörö                                                   | Sphenoclea zeylanica                 | Campanulaceae    | Sphenoclea                                                                    | gooseweed |
| pêrë                                                       | Sporobolus pyramidalis               | Poaceae          | sporobole pyramidale                                                          | cat's tail dropseed; giant rat's tail grass                                                                         |
| bambâ; tedua                                               | Stemonocoleus micranthus             | Fabaceae         | Stemonocoleus micranthus                                                      | Stemonocoleus micranthus                                                                                            |
| kûndû                                                      | Sterculia setigera                   | Malvaceae        | sterculéa, arbre parasol, parasol chinois                                     | African star chestnut                                                                                               |
| ôvûrû; toô kokpî; koköo gôro                               | Cola cordifolia                      | Sterculiaceae    | sterculier à feuilles en cœur, tabayer, cola ntaba                            | Mandinka kola |
| ädïërä                                                     | Strophanthus sarmentosus             | Apocynaceae      | Strophanthus sarmentosus                                                      | sand forest poison rope                                                                                             |
| ngoli                                                      | Swartzia madagascariensis            | Fabaceae         | Swartzia                                                                      | snake bean |
| mânga; ngâo; gbangaya                                      | Nicotiana tabacum                    | Solanaceae       | tabac                                                                         | tobacco |
| alêâmbû; gboô                                              | Tabernaemontana crassa               | Rubiaceae        | Tabernaemontana crassa                                                        | Adam's apple |
| wäsâ; zênde                                                | Tamarindus indica                    | Fabaceae         | tamarinier                                                                    | tamarind |
| kinîni ngbedede; kolobô tî dyodyo                          | Dialium guineense                    | Fabaceae         | tamarinier velours, dialium de Guinée                                         | velvet tamarind |
| ngbünu                                                     | Ceratotheca sesamoides               | Pedaliaceae      | tambacounda, boungou                                                          | bungu |
| langä                                                      | Colocasia esculenta                  | Araceae          | taro                                                                          | taro |
| têke                                                       | Tectona grandis                      | Verbenaceae      | teck                                                                          | teak |
| bëbërä; biriwo; däfö                                       | Terminalia glaucescens               | Combretaceae     | Terminalia glaucescens                                                        | Terminalia glaucescens                                                                                              |
| kongodo; gbakwaâ                                           | Terminalia macroptera                | Combretaceae     | Terminalia macroptera                                                         | Terminalia macroptera                                                                                               |
| dis-moi la vérité                                          | Terminalia mantaly                   | Combretaceae     | Terminalia mantaly                                                            | Madagascar almond; rella tree; Terminalia                                                                           |
| molôbilômbï; tuzeng; wamba; gundu                          | Tessmannia africana                  | Fabaceae         | Tessmannia africana                                                           | Tessmannia africana                                                                                                 |
| kôrongû; mbambâ; nzerere; tëyakë; käkëlë                   | Tetrapleura tetraptera               | Fabaceae         | Tétrapleura                                                                   | aidon tree; Scotsman's rattle                                                                                       |
| piripîri; gbâkawâgbä; piripîri                             | Lippia multiflora                    | Verbenaceae      | thé de Gambie, thé de savane                                                  | Gambian tea bush; tea bush                                                                                          |
| nglävö                                                     | Tephrosia vogelii                    | Fabaceae         | téphrosie vénéneuse                                                           | fishpoison-bean; Vogel tephrosia                                                                                    |
| mobäbä; ngôokâ                                             | Thomandersia hensii                  | Thomandersiaceae | Thomandersia hensii                                                           | Thomandersia hensii                                                                                                 |
| mbûlûndo                                                   | Thonningia sanguinea                 | Balanophoraceae  | Thonningia sanguinea                                                          | ground pineapple |
| zima; kâî                                                  | Entandrophragma angolense            | Meliaceae        | tiama                                                                         | tiama |
| oro; pörö                                                  | Mitragyna stipulosa                  | Rubiaceae        | tilleul d'Afrique                                                             | abura wood |
| damâti; tomâti                                             | Lycopersicon esculentum              | Solanaceae       | tomate                                                                        | tomato |
| kpäbänzä                                                   | Cassia tora                          | Fabaceae         | tora, séné de faucille, cosse de faucille, cosse de café                      | coffee pod; sickle pod; tora; wild senna                                                                            |
| môkömbilî                                                  | Trachyphrynium braunianum            | Marantaceae      | Trachyphrynium braunianum                                                     | Trachyphrynium braumanum                                                                                            |
| mbreya; pêsu                                               | Trema guineensis                     | Cannabaceae      | Trema guineensis                                                              | Indian charcoal tree; Indian nettle; Indian nettle tree; oriental nettle; pigeon wood; poison peach; Wight's sponia |
| taângû                                                     | Trichomanes sp.                      | Hymenophyllaceae | Trichomanes                                                                   | bristle fern |
| bôngô                                                      | Triplaris sp.                        | Polygonaceae     | Triplaris                                                                     | ant tree |
| mbômö; ngonda; gbâu; gbado                                 | Triplochiton scleroxylon             | Sterculiaceae    | Triplochiton, ayous, abachi                                                   | abachi; Triplochiton                                                                                                |
| kugbë-ngû; pläsï                                           | Tristemma hirtum                     | Melastomataceae  | tristemme hérissée                                                            | Tristemma hirtum |
| danga; diolo; kûsâ; pôngâ; pûmbû                           | Triumfetta cordifolia                | Malvaceae        | Triumfetta cordifolia                                                         | burweed; cordleaf burbark                                                                                           |
| pisirâ; shîiû; tûtûlutûu                                   | Spathodea campanulata                | Bignoniaceae     | tulipier du Gabon                                                             | fire tree |
| gôyongö                                                    | Uncaria africana                     | Rubiaceae        | Uncaria africana                                                              | Uncaria africana |
| kêeyäkä                                                    | Uraria picta                         | Fabaceae         | Uraria picta                                                                  | dabra |
| kozonyömö; ngbêngberê; ônka                                | Vernonia amygdalina                  | Asteraceae       | Vernonia                                                                      | bitter leaf |
| dambâ-ngû                                                  | Vernonia angustifolia                | Asteraceae       | Vernonia angustifolia                                                         | tall ironweed |
| bangäpôrô                                                  | Stachytarpheta angustifolia          | Verbenaceae      | verveine queue de rat                                                         | devil's coach whip                                                                                                  |
| mino; minon                                                | Cissus quadrangularis                | Vitaceae         | vigne de Bakèl                                                                | edible stemmed vine                                                                                                 |
| kûsêre; gbo                                                | Voacanga africana                    | Apocynaceae      | Voacanga                                                                      | Voacanga |
| ayungudi; kunge; kutulinge; kûtunêmbo                      | Whitfieldia elongata                 | Acanthaceae      | Whitfieldia                                                                   | white candles |
| mii                                                        | Ximenia americana                    | Olacaceae        | Ximenia americana                                                             | sea lemon; yellow plum                                                                                              |
| güë                                                        | Zanha golungensis                    | Sapindaceae      | Zanha golungensis                                                             | Zanha golungensis                                                                                                   |